# Bruno Martins Indi
Rolando Maximiliano „Bruno“ Martins Indi (* 8. Februar 1992 in Barreiro, Portugal) ist ein niederländischer Fußballspieler. Der Abwehrspieler absolvierte 2012 sein erstes Länderspiel für die niederländische A-Nationalmannschaft. Seine Eltern stammen aus Guinea-Bissau.

## Karriere

### Verein
Bruno Martins Indi begann seine Karriere bei Spartaan ’20 Rotterdam. Ab 2005 spielte er für Feyenoord Rotterdam, wo er ab 2010 zum Profikader gehörte. Am 22. August 2010 debütierte er in der niederländischen Eredivisie gegen Heracles Almelo. Sein erstes Tor erzielte er am 17. April 2011 beim 6:1-Sieg gegen Willem II. Nach der Teilnahme an der WM 2014 wechselte er in sein Geburtsland zum FC Porto. Im August 2016 wechselte er  zunächst auf Leihbasis vom FC Porto nach England zu Stoke City. Im August 2017, wurde er dann fest von Stoke City verpflichtet. Nachdem er in der Saison 2020/21 bereits nach dorthin ausgeliehen war, wechselte Martins Indi im Sommer 2021 fest zu AZ Alkmaar. Im Sommer 2025 folgte ein Wechsel innerhalb der Eredivisie zu Sparta Rotterdam.

### Nationalmannschaft
Martins Indi debütierte am 15. August 2012 in der Nationalmannschaft. Bondscoach Louis van Gaal wechselte ihn bei der 2:4-Niederlage im Freundschaftsspiel gegen Belgien in Brüssel zur zweiten Halbzeit ein.

## Privat
Martins Indi ist praktizierender Muslim.